# Dean O'Gorman

Dean O'Gorman, född 1 december 1976 i Auckland, är en nyzeeländsk skådespelare, fotograf och konstnär. Han har bland annat medverkat i filmen The Hobbit och gjort rollen som Anders i The Almightly Johnsons. 
O'Gorman är son till landskapskonstnären Vicky O'Gorman. O'Gormans yngre bror, Brett O'Gorman, är komiker och skådespelare.